# 聖科洛馬教堂

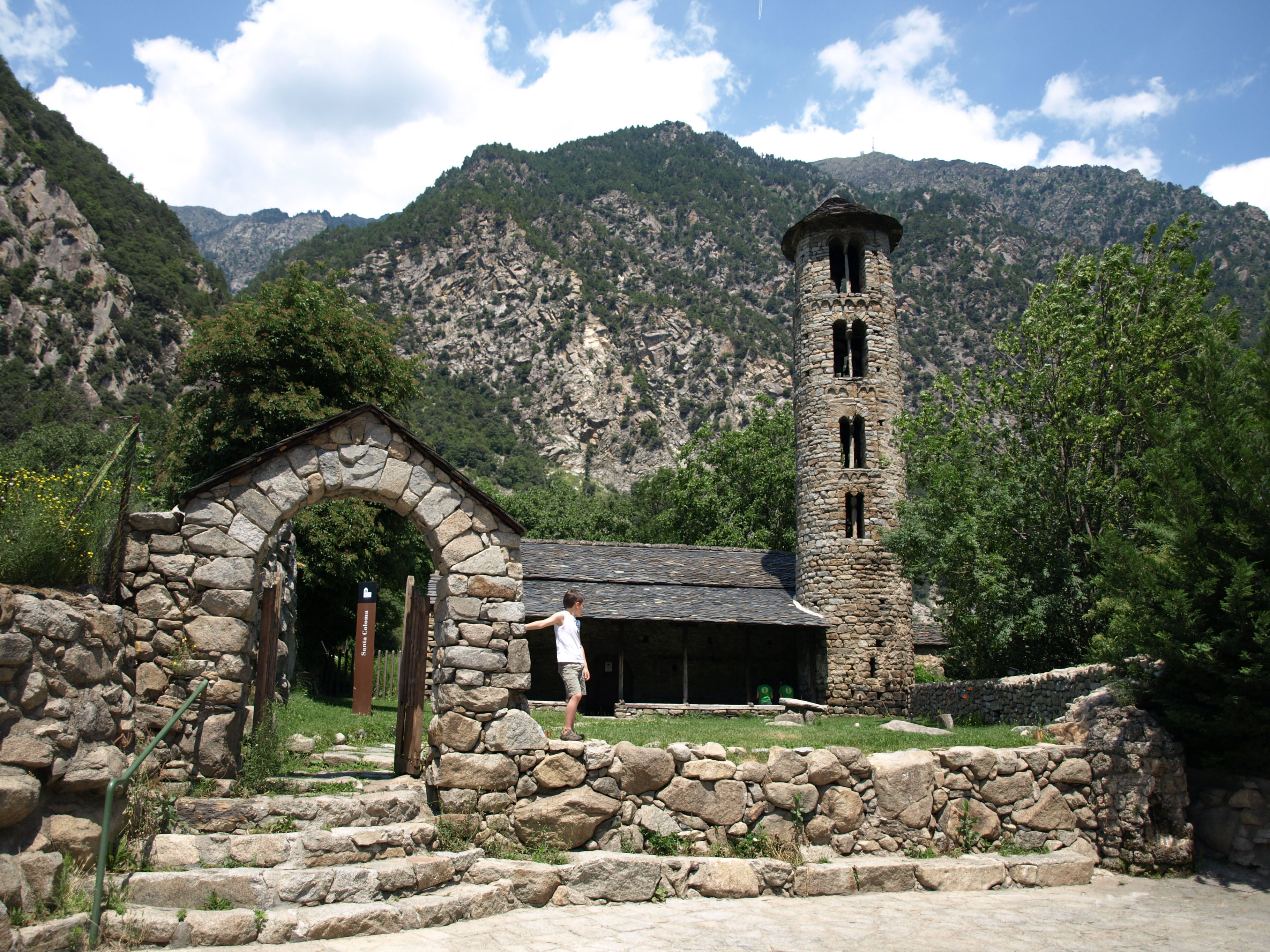
聖科洛馬教堂

聖科洛馬教堂是位於安道爾聖科洛馬的一座教堂，也是安道爾歷史最古老的一座教堂。聖科洛馬教堂巍被列入安道爾文化遺產。教堂修建於8至9世紀，塔的部分修建於12世紀。教堂的壁畫現在在安道爾政府展示。